# Никитин, Андрей Дмитриевич
Андрей Дмитриевич Никитин (укр. Андрій Дмитрович Нікітін; род. 8 января 1972, Ворошиловград) — украинский футболист, вратарь. Известен по выступлениям за луганскую «Зарю» и донецкий «Металлург». После завершения активной карьеры игрока стал футбольным тренером.

## Биография

### Клубная карьера
Андрей Никитин прошел футбольную школу в СДЮШОР «Заря». В 1990 году его перевели во взрослую команду луганского клуба. Очень скоро Андрей стал основным вратарем «луганчан».
Никитиным заинтересовался «Шахтёр» и в 1995 году ему предложили контракт. Однако в донецкой команде Андрей был только резервным голкипером и за три сезона отстоял в рамке всего 13 матчей. Однако за эти годы, Никитин стал обладателем кубка Украины и трижды серебряным призёром чемпионата страны.
В 1999 году решил сменить клуб и перешел к конкурентам «Шахтёра» в донецкий «Металлург», где дважды подряд становился бронзовым призёром чемпионата Украины. В 2004 году он присоединился к составу «Ильичевца», а в 2007-м вернулся в луганскую «Зарю», но провел там только 5 игр.
В декабре 2007 года Андрей решил завершить карьеру, однако в следующем году оказался в азербайджанском «Симурги», где провел один сезон и стал бронзовым призёром чемпионата Азербайджана.

### Тренерская карьера
После завершения игровой карьеры Андрей Никитин стал тренером вратарей дубля донецкого «Металлурга», а вскоре начал тренировать и основную команду до 2015 года. После чего перешёл на должность тренера вратарей дубля днепродзержинской «Стали».
С августа 2016 года занимал должность тренера вратарей клуба «Буковина». После отставки главного тренера Сергея Шищенка до назначения нового наставника, Андрей Дмитриевич занимался подготовкой команды к весенней части чемпионата. В новом тренерском штабе занимал прежнюю должность до окончания сезона.
На протяжении 2019 года работал тренером вратарей в молодежной и юношеской команде луганской «Зари», после чего перешел на аналогичную должность в основную команду.

## Факты
- В Высшей/Премьер лиге Украины провёл 244 матча.
- В Кубке Украины провел 33 матча.
- В Еврокубках провёл 12 матчей.

## Достижения

### В качестве игрока
- Обладатель Кубка Украины: 1996/97
- Серебряный призёр чемпионата Украины (3): 1996/1997, 1997/98, 1998/1999
- Серебряный призёр второй лиги СССР: 1991
- Бронзовый призёр чемпионата Украины (2): 2001/02, 2002/03
- Бронзовый призёр чемпионата Азербайджана: 2008/09

### В качестве тренера
как помощник главного тренера
- Финалист Кубка Украины: 2011/12